# Thomas Stamford Raffles
Sir Thomas Stamford Bingley Raffles (ur. 6 lipca 1781 na Jamajce, zm. 5 lipca 1826 w Londynie) – założyciel miasta Singapur (obecnie Republika Singapuru). Przyczynił się do ekspansji Imperium Brytyjskiego, a głównie Kompanii Wschodnioindyjskiej.
Raffles przybył do Singapuru w 1819 roku. Miejscowość była wówczas kontrolowana przez Sułtanat Jahoru. Raffles wykorzystał spory o sukcesje w sułtanacie i zawarł z nim traktat zezwalający na założenie w Singapurze ośrodka Kompanii Wschodnioindyjskiej. To spowodowało bardzo szybki napływ kupców i innych mieszkańców, z Chin, Indii i Malajów. Sir Raffles zaplanował szczegółowo przyszły rozwój miasta i portu w Singapurze, włącznie ze sporządzeniem szczegółowego projektu, z siatką przyszłych ulic, dzielnic handlowych i mieszkalnych. Wiele z jego wizji zostało później wprowadzonych w życie.
Władze Singapuru po uzyskaniu autonomii wystawiły pomnik sir Raffles’a, będący kopią pierwotnego pomnika, pozostawionego na swoim dawnym miejscu.
Upamiętniony został także w nazwie naukowej rodzaju roślin bukietnica Rafflesia, znanego z najbardziej okazałych kwiatów.
Współcześnie sylwetka Rafflesa budzi w Singapurze kontrowersje. Postać jest krytykowana za rasizm, kolonializm i postawę wobec niewolnictwa. Raffles zakazał wprawdzie niewolnictwa w Singapurze, ale tolerował handel niewolnikami na wyspie Jawa.